# Canton de Saint-Jean-d'Angély
Le canton de Saint-Jean-d'Angély est une circonscription électorale française située dans le département de la Charente-Maritime et la région Nouvelle-Aquitaine.

## Histoire
- De 1833 à 1848, les cantons de Saint-Jean-d'Angély et de Tonnay-Boutonne avaient le même conseiller général. Le nombre de conseillers généraux était limité à 30 par département[6].
- Un nouveau découpage territorial de la Charente-Maritime entre en vigueur en mars 2015, défini par le décret du 27 février 2014[4], en application des lois du 17 mai 2013 (loi organique 2013-402 et loi 2013-403)[7]. Les conseillers départementaux sont, à compter de ces élections, élus au scrutin majoritaire binominal mixte. Les électeurs de chaque canton élisent au Conseil départemental, nouvelle appellation du Conseil général, deux membres de sexe différent, qui se présentent en binôme de candidats. Les conseillers départementaux sont élus pour 6 ans au scrutin binominal majoritaire à deux tours, l'accès au second tour nécessitant 12,5 % des inscrits au 1er tour. En outre la totalité des conseillers départementaux est renouvelée. Ce nouveau mode de scrutin nécessite un redécoupage des cantons dont le nombre est divisé par deux avec arrondi à l'unité impaire supérieure si ce nombre n'est pas entier impair, assorti de conditions de seuils minimaux[8]. En Charente-Maritime, le nombre de cantons passe ainsi de 51 à 27.

Le canton de Saint-Jean-d'Angély est conservé mais remanié : il passe de 19 à 42 communes, issues des anciens cantons de Loulay (11 communes), de Saint-Jean-d'Angély (9 communes), de Saint-Savinien (l'intégralité des 11 communes) et de Tonnay-Boutonne (l'intégralité des 11 communes). A l'origine entièrement inclus dans l'arrondissement de Saint-Jean-d'Angély, le territoire de ce nouveau canton s'affranchit des limites d'arrondissements avec l'arrêté du 30 décembre 2016 prenant effet au 1er janvier 2017 qui modifie le périmètre des arrondissements du département : il compte désormais 3 communes incluses dans l'arrondissement de Rochefort et 39 dans l'arrondissement de Saint-Jean-d'Angély. Le bureau centralisateur est fixé à Saint-Jean-d'Angély.

## Géographie
Ce canton est organisé autour de Saint-Jean-d'Angély dans les arrondissements de Saintes et de Saint-Jean-d'Angély.
Son altitude varie de 0 m (Bords) à 109 m (Essouvert).
Il est arrosé par la Boutonne, principal affluent de rive droite de la Charente.

## Représentation

### Conseillers d'arrondissement (de 1833 à 1940)
Le canton de Saint-Jean-d'Angély avait deux conseillers d'arrondissement.
| Période                                  | Période      | Identité                              | Étiquette   | Qualité |
| ---------------------------------------- | ------------ | ------------------------------------- | ----------- | --- |
| 1833                                     | 1848         | Jean Baptiste Chopy (1787-1855)       |             | Avoué, officier de marine, banquier, maire de Saint-Jean-d'Angély (1833-1839)                                          |
| 1833                                     | 1848         | Jacques Hippolyte Lemoyne (1792-1875) |             | Avocat, notaire, banquier à Saint-Jean-d'Angély                                                                        |
|                                          |              |                                       |             | |
| 1871                                     |              | M. Raffegeau                          |             | Maire de La Vergne |
| 1871                                     |              | Henri Devers (1804-1887)              |             | Président du Tribunal de commerce, directeur du comptoir d'escompte, banquier, adjoint au maire de Saint-Jean-d'Angély |
|                                          |              |                                       |             | |
| av.1883                                  | 1896 (décès) | Alphonse Jouslain (1837-1896)         | Républicain | Médecin à Saint-Jean-d'Angély                                                                                          |
|                                          |              |                                       |             | |
| av.1895                                  | 1931         | Marc Himbourg                         | Républicain | Maire de Varaize, Président du Conseil d'arrondissement                                                                |
|                                          |              |                                       |             | |
| 1919                                     | 1925         | Maurice Neau                          |             | Avocat, conseiller municipal de Saint-Jean-d'Angély                                                                    |
| 1919                                     | 1931         | Stanislas Raud                        |             | Maire de La Vergne |
| 1925                                     | 1940         | M. Bouchereau                         | SFIO        | |
| 1931                                     | 1940         | Ludovic Quintard                      | Radical     | Propriétaire agriculteur, maire de Fontenet                                                                            |
| 1940                                     |              |                                       |             | Les conseils d'arrondissement ont été suspendus par la loi du 12 octobre 1940 et n'ont jamais été réactivés            |
| Les données manquantes sont à compléter. |              |                                       |             | |

### Conseillers généraux de 1833 à 2015
| Période | Période          | Identité                                     | Étiquette    | Qualité |
| ------- | ---------------- | -------------------------------------------- | ------------ | --- |
| 1833    | 1839             | Victor de Saint-Blancard                     |              | Juge d'instruction au Tribunal de Saint-Jean-d'Angély                                                                                         |
| 1839    | 1848             | Auguste de Gaalon                            |              | Maire de Saint-Jean-d'Angély (1839-1845) puis de Saint-Martin-de-Villeneuve                                                                   |
| 1848    | 1870 (décès)     | Comte Auguste Regnaud de Saint-Jean d'Angély | Bonapartiste | Maréchal de France Député (1848-1851) Sénateur (1852-1870) Ministre                                                                           |
| 1870    | 1887 (démission) | Hippolyte Larade                             | Républicain  | Avocat, maire de Ternant (1830-1841 et 1847-1887)                                                                                             |
| 1887    | 1889 (décès)     | Jacques Joseph Pierre Lair                   |              | Avocat puis magistrat Maire de Saint-Jean-d'Angély                                                                                            |
| 1889    | 1898             | Pascal Bourcy                                | Républicain  | Médecin, Maire de Saint-Jean-d'Angély (1877-1878) Député (1893-1898)                                                                          |
| 1898    | 1920             | Jules Neau                                   | Républicain  | Avoué à Saint-Jean-d'Angély |
| 1920    | 1940             | Elmire (Jacques) Emerit                      | Rad.         | Médecin, adjoint au maire de Saint-Jean-d'Angély (1912-1919)                                                                                  |
|         |                  |                                              |              | |
| 1945    | 1949             | André Dubois                                 | SFIO         | Instituteur à Asnières-la-Giraud |
| 1949    | 1961             | Charles Pineau                               | Rad.         | Propriétaire-exploitant Maire de Saint-Jean-d'Angély (1949-1967)                                                                              |
| 1961    | 1973             | Jacques Colas                                | DVD          | Administrateur de société Maire de Saint-Jean-d'Angély (1959-1971) Suppléant du député André Brugerolle (1967-1978)                           |
| 1973    | 1979             | Ivan Chanu de Limur                          | RPR          | Chef d'entreprise, journaliste, chargé de mission à la direction de la Communication d’Elf-Aquitaine Maire de Saint-Jean-d'Angély (1977-1989) |
| 1979    | 1985             | Claude Tarin                                 | PS           | Médecin accoucheur, suppléant du député Roland Beix (1978-1986)                                                                               |
| 1985    | 1992             | Ivan Chanu de Limur                          | RPR          | Maire de Saint-Jean-d'Angély (1977-1989) |
| 1992    | 2004             | Claude Tarin                                 | PS           | Maire de Saint-Jean-d'Angély (1989-1995) |
| 2004    | 2015             | Jean-Yves Martin                             | PRG          | Médecin Ancien maire-adjoint de Saint-Jean-d'Angély (1995-2001)                                                                               |

### Conseillers départementaux depuis 2015
| Période élective | Période élective | Mandat | Mandat   | Identité             | Nuance | Nuance | Qualité                                                         |
| ---------------- | ---------------- | ------ | -------- | -------------------- | ------ | ------ | --------------------------------------------------------------- |
| 2015             | 2021             | 2015   | 2021     | Caroline Aloé        |        | LR     | Attachée d'intendance à Saint-Jean-d'Angély                     |
| 2015             | 2021             | 2015   | 2021     | Jean-Claude Godineau |        | UDI    | Maire de Saint-Savinien, Président de la Communauté de Communes |
| 2021             | 2028             | 2021   | en cours | Caroline Aloé        |        | LR     | Conseillère sortante                                            |
| 2021             | 2028             | 2021   | en cours | Jean-Claude Godineau |        | UDI    | Conseiller sortant                                              |

### Résultats détaillés

#### Élections de mars 2015
À l'issue du 1er tour des élections départementales de 2015, deux binômes sont en ballottage : Caroline Aloe et Jean-Claude Godineau (Union de la Droite, 32,96 %) et Françoise Mesnard et Jacques Roux (PS, 27,77 %). Le taux de participation est de 49,83 % (10 256 votants sur 20 581 inscrits) contre 50,08 % au niveau départemental et 50,17 % au niveau national.
Au second tour, Caroline Aloe et Jean-Claude Godineau (Union de la Droite) sont élus avec 53,94 % des suffrages exprimés et un taux de participation de 49,45 % (4 903 voix pour 10 176 votants et 20 580 inscrits).

#### Élections de juin 2021
Le premier tour des élections départementales de 2021 est marqué par un très faible taux de participation (33,26 % au niveau national). Dans le canton de Saint-Jean-d'Angély, ce taux de participation est de 33,06 % (7 054 votants sur 21 335 inscrits) contre 33,83 % au niveau départemental. À l'issue de ce premier tour, deux binômes sont en ballottage : Caroline Aloé et Jean-Claude Godineau (Union à droite, 39,31 %) et Michel Laporterie et Annie Poinot Rivière (DVG, 26,17 %).
Le second tour des élections est marqué une nouvelle fois par une abstention massive équivalente au premier tour. Les taux de participation sont de 34,3 % au niveau national, 34,56 % dans le département et 33,15 % dans le canton de Saint-Jean-d'Angély. Caroline Aloé et Jean-Claude Godineau (Union à droite) sont élus avec 53,61 % des suffrages exprimés (3 417 voix pour 7 069 votants et 21 323 inscrits),,.

## Composition

### Composition avant 2015

Situation du canton de Saint-Jean-d'Angély dans le département de la Charente-Maritime avant 2015.

Le canton de Saint-Jean-d'Angély regroupait dix-neuf communes.
| Nom                             | Code Insee | Codepostal | Superficie (km2) | Population (dernière pop. légale) | Densité (hab./km2) |
| ------------------------------- | ---------- | ---------- | ---------------- | --------------------------------- | ------------------ |
| Saint-Jean-d'Angély (chef-lieu) | 17347      | 17400      | 18,78            | 7 468 (2012)                      | 398                |
| Antezant-la-Chapelle            | 17013      | 17400      | 18,63            | 362 (2012)                        | 19                 |
| Asnières-la-Giraud              | 17022      | 17400      | 18,64            | 941 (2012)                        | 50                 |
| La Benâte                       | 17040      | 17400      | 11,07            | 413 (2012)                        | 37                 |
| Bignay                          | 17046      | 17400      | 8,73             | 445 (2012)                        | 51                 |
| Courcelles                      | 17125      | 17400      | 6,77             | 457 (2012)                        | 68                 |
| Les Églises-d'Argenteuil        | 17150      | 17400      | 14,29            | 529 (2012)                        | 37                 |
| Fontenet                        | 17165      | 17400      | 10,27            | 394 (2012)                        | 38                 |
| Landes                          | 17202      | 17380      | 16,05            | 610 (2012)                        | 38                 |
| Mazeray                         | 17226      | 17400      | 19,38            | 844 (2012)                        | 44                 |
| Saint-Denis-du-Pin              | 17277      | 17400      | 19,16            | 734 (2012)                        | 38                 |
| Poursay-Garnaud                 | 17288      | 17400      | 5,22             | 305 (2012)                        | 58                 |
| Saint-Julien-de-l'Escap         | 17350      | 17400      | 8,68             | 833 (2012)                        | 96                 |
| Saint-Pardoult                  | 17381      | 17400      | 5,60             | 222 (2012)                        | 40                 |
| Ternant                         | 17440      | 17400      | 5,61             | 370 (2012)                        | 66                 |
| Varaize                         | 17459      | 17400      | 20,48            | 560 (2012)                        | 27                 |
| La Vergne                       | 17465      | 17400      | 13,97            | 605 (2012)                        | 43                 |
| Vervant                         | 17467      | 17400      | 5,62             | 228 (2012)                        | 41                 |
| Voissay                         | 17481      | 17400      | 5,06             | 182 (2012)                        | 36                 |

### Composition à partir de 2015
A l'issue du redécoupage de 2014, le canton de Saint-Jean-d'Angély comprenait quarante-deux communes entières.
Après la fusion au 1er janvier 2016 de La Benâte et Saint-Denis-du-Pin pour former la commune nouvelle d'Essouvert, puis celle au 1er janvier 2018 de Chervettes et de Saint-Laurent-de-la-Barrière au sein de la commune nouvelle de La Devise (qui comprend également Vandré, alors rattachée au canton de Surgères), il compte désormais quarante communes.
Le décret du 26 décembre 2019 rattache entièrement la commune nouvelle de La Devise au canton,
| Nom                                         | Code Insee | Intercommunalité                | Superficie (km2) | Population (dernière pop. légale) | Densité (hab./km2) | Modifier                                    |
| ------------------------------------------- | ---------- | ------------------------------- | ---------------- | --------------------------------- | ------------------ | ------------------------------------------- |
| Saint-Jean-d'Angély (bureau centralisateur) | 17347      | CC Vals de Saintonge Communauté | 18,78            | 6 679 (2022)                      | 356                | modifier les données · modifier les données |
| Annepont                                    | 17011      | CC Vals de Saintonge Communauté | 8,81             | 395 (2022)                        | 45                 | modifier les données · modifier les données |
| Annezay                                     | 17012      | CC Vals de Saintonge Communauté | 7,43             | 163 (2022)                        | 22                 | modifier les données · modifier les données |
| Archingeay                                  | 17017      | CC Vals de Saintonge Communauté | 16,61            | 764 (2022)                        | 46                 | modifier les données · modifier les données |
| Bernay-Saint-Martin                         | 17043      | CC Vals de Saintonge Communauté | 24,90            | 761 (2022)                        | 31                 | modifier les données · modifier les données |
| Bignay                                      | 17046      | CC Vals de Saintonge Communauté | 8,73             | 363 (2022)                        | 42                 | modifier les données · modifier les données |
| Bords                                       | 17053      | CC Vals de Saintonge Communauté | 15,47            | 1 313 (2022)                      | 85                 | modifier les données · modifier les données |
| Champdolent                                 | 17085      | CC Vals de Saintonge Communauté | 12,02            | 419 (2022)                        | 35                 | modifier les données · modifier les données |
| Chantemerle-sur-la-Soie                     | 17087      | CC Vals de Saintonge Communauté | 5,72             | 214 (2022)                        | 37                 | modifier les données · modifier les données |
| Courant                                     | 17124      | CC Vals de Saintonge Communauté | 15,46            | 442 (2022)                        | 29                 | modifier les données · modifier les données |
| La Croix-Comtesse                           | 17137      | CC Vals de Saintonge Communauté | 2,62             | 223 (2022)                        | 85                 | modifier les données · modifier les données |
| La Devise                                   | 17457      | CC Aunis Sud                    | 26,83            | 1 196 (2022)                      | 45                 | modifier les données · modifier les données |
| Dœuil-sur-le-Mignon                         | 17139      | CC Vals de Saintonge Communauté | 19,33            | 373 (2022)                        | 19                 | modifier les données · modifier les données |
| Essouvert                                   | 17277      | CC Vals de Saintonge Communauté | 30,23            | 1 029 (2022)                      | 34                 | modifier les données · modifier les données |
| Fenioux                                     | 17157      | CC Vals de Saintonge Communauté | 9,36             | 168 (2022)                        | 18                 | modifier les données · modifier les données |
| Grandjean                                   | 17181      | CC Vals de Saintonge Communauté | 6,10             | 310 (2022)                        | 51                 | modifier les données · modifier les données |
| La Jarrie-Audouin                           | 17195      | CC Vals de Saintonge Communauté | 8,41             | 272 (2022)                        | 32                 | modifier les données · modifier les données |
| Landes                                      | 17202      | CC Vals de Saintonge Communauté | 16,05            | 575 (2022)                        | 36                 | modifier les données · modifier les données |
| Loulay                                      | 17211      | CC Vals de Saintonge Communauté | 7,30             | 761 (2022)                        | 104                | modifier les données · modifier les données |
| Lozay                                       | 17213      | CC Vals de Saintonge Communauté | 11,85            | 155 (2022)                        | 13                 | modifier les données · modifier les données |
| Mazeray                                     | 17226      | CC Vals de Saintonge Communauté | 19,38            | 990 (2022)                        | 51                 | modifier les données · modifier les données |
| Migré                                       | 17234      | CC Vals de Saintonge Communauté | 14,30            | 354 (2022)                        | 25                 | modifier les données · modifier les données |
| Le Mung                                     | 17252      | CC Vals de Saintonge Communauté | 7,52             | 313 (2022)                        | 42                 | modifier les données · modifier les données |
| Nachamps                                    | 17254      | CC Vals de Saintonge Communauté | 4,18             | 204 (2022)                        | 49                 | modifier les données · modifier les données |
| Les Nouillers                               | 17266      | CC Vals de Saintonge Communauté | 24,15            | 724 (2022)                        | 30                 | modifier les données · modifier les données |
| Puy-du-Lac                                  | 17292      | CC Vals de Saintonge Communauté | 14,60            | 521 (2022)                        | 36                 | modifier les données · modifier les données |
| Puyrolland                                  | 17294      | CC Vals de Saintonge Communauté | 12,98            | 184 (2022)                        | 14                 | modifier les données · modifier les données |
| Saint-Crépin                                | 17321      | CC Aunis Sud                    | 13,94            | 346 (2022)                        | 25                 | modifier les données · modifier les données |
| Saint-Félix                                 | 17327      | CC Vals de Saintonge Communauté | 15,23            | 322 (2022)                        | 21                 | modifier les données · modifier les données |
| Saint-Loup                                  | 17356      | CC Vals de Saintonge Communauté | 16,42            | 312 (2022)                        | 19                 | modifier les données · modifier les données |
| Saint-Savinien                              | 17397      | CC Vals de Saintonge Communauté | 47,00            | 2 458 (2022)                      | 52                 | modifier les données · modifier les données |
| Taillant                                    | 17435      | CC Vals de Saintonge Communauté | 4,96             | 191 (2022)                        | 39                 | modifier les données · modifier les données |
| Taillebourg                                 | 17436      | CC Vals de Saintonge Communauté | 14,25            | 782 (2022)                        | 55                 | modifier les données · modifier les données |
| Ternant                                     | 17440      | CC Vals de Saintonge Communauté | 5,61             | 381 (2022)                        | 68                 | modifier les données · modifier les données |
| Tonnay-Boutonne                             | 17448      | CC Vals de Saintonge Communauté | 22,73            | 1 190 (2022)                      | 52                 | modifier les données · modifier les données |
| Torxé                                       | 17450      | CC Vals de Saintonge Communauté | 11,43            | 252 (2022)                        | 22                 | modifier les données · modifier les données |
| La Vergne                                   | 17465      | CC Vals de Saintonge Communauté | 13,97            | 610 (2022)                        | 44                 | modifier les données · modifier les données |
| Vergné                                      | 17464      | CC Vals de Saintonge Communauté | 8,00             | 168 (2022)                        | 21                 | modifier les données · modifier les données |
| Villeneuve-la-Comtesse                      | 17474      | CC Vals de Saintonge Communauté | 15,90            | 745 (2022)                        | 47                 | modifier les données · modifier les données |
| Voissay                                     | 17481      | CC Vals de Saintonge Communauté | 5,06             | 172 (2022)                        | 34                 | modifier les données · modifier les données |
| Canton de Saint-Jean-d'Angély               | 1718       |                                 | 563,62           | 27 794 (2022)                     | 49                 | modifier les données                        |

## Démographie

### Démographie avant 2015
| 1962   | 1968   | 1975   | 1982   | 1990   | 1999   | 2006   | 2011   | 2012   |
| ------ | ------ | ------ | ------ | ------ | ------ | ------ | ------ | ------ |
| 16 749 | 17 435 | 17 056 | 16 673 | 16 199 | 15 805 | 16 160 | 16 656 | 16 502 |

### Démographie depuis 2015
En 2022, le canton comptait 27 794 habitants, en évolution de +3,52 % par rapport à 2016 (Charente-Maritime : +4,04 %, France hors Mayotte : +2,11 %).
| 2013   | 2018   | 2022   |
| ------ | ------ | ------ |
| 27 021 | 27 612 | 27 794 |